# 조지 기싱

조지 로버트 기싱 ( /ˈɡɪsɪŋ/ ; 1857년 11월 22일 - 1903년 12월 28일)은 1880년~1903년에 23개의 소설을 출판한 영국 소설가이었다. 그의 가장 잘 알려진 작품은 The Nether World (1889), New Grub Street (1891) 및 The Odd Women (1893)을 포함하여 현대판으로 다시 나타났다.

## 생애
기싱은 1857년 11월 22일 요크셔 주 웨이크필드에서 화학자 가게를 운영하던 토마스 월러 기싱과 마가렛(본명 베드퍼드) 사이에서 다섯 자녀 중 장남으로 태어났다.
기싱은 웨이크필드에 있는 백레인 학교에서 근면하고 열정적인 학생으로 교육을 받았다. 책에 대한 그의 진지한 관심은 10살 때 Charles Dickens 의 Old Curiosity Shop 을 읽었을 때 시작되었으며 이후 아버지의 격려와 가족 도서관의 영감을 받아 문학적 관심이 커졌다. 그림에도 소질이 있었다. 기싱의 아버지는 그가 12세였을 때 세상을 떠났고, 그와 그의 형들은 체셔의 앨덜리 엣지에 있는 린도우 그로브 학교로 보내져 독방에서 열심히 공부했다.
1872년 Oxford Local Examinations에서 뛰어난 성적을 보인 기싱은 University of Manchester의 전신인 Owens College의 장학금을 받았다. 그곳에서 그는 열렬한 연구를 계속했고 1873년 시상과 1875년 셰익스피어 장학금을 포함하여 많은 상을 수상했다. 그는 또한 Marianne "Nell" Harrison과 관계를 시작했다.
기싱의 학업 경력은 돈이 부족하고 동료 학생들의 것을 훔쳤을 때 불명예로 끝났다. 대학은 절도를 조사하기 위해 형사를 고용했고 기싱은 1876년 기소되어 유죄 판결을 받고 퇴학당하고 맨체스터 벨 뷰 감옥
1876년 9월 동조자들의 지원을 받아 미국으로 건너가 보스턴과 매사추세츠주 월섬에서 고전을 쓰고 가르쳤다. 돈이 바닥났을 때 그는 시카고 로 이사하여 시카고 트리뷴을 비롯한 신문에 단편 소설을 기고하면서 불안정한 생계를 꾸렸다. 그는 조수가 필요한 여행 판매원을 만나고 기싱이 그의 제품을 시연할 때까지 가난하게 살았다. 이러한 경험은 그의 1891년 소설 New Grub Street에 부분적으로 영감을 주었다. 1877년 9월 기싱은 미국을 떠나 영국으로 돌아왔다.
영국으로 돌아온 후 기싱은 넬과 함께 런던에 정착하여 소설을 쓰고 개인 교사로 일했다. 그는 첫 번째 소설 《 여명의 노동자》를 출판사로부터 받지 못하고 사적으로 출판하여 상속재산으로 자금을 조달했다. 기싱은 1879년 10월 27일에 넬과 결혼했다. 그들의 결혼 생활은 가난에 시달렸고 Nell이 건강이 좋지 않아 입원하는 동안 자주 헤어졌다. 그의 친구 중 한 명은 동료 작가이자 Owens College 졸업생인 Morley Roberts로, 그는 1912년 기싱의 생애, Henry Maitland의 사생활을 바탕으로 한 소설을 썼다 그는 1879년에 알게 된 독일 사회주의자 Eduard Bertz와 친구였다. 기싱은 대영 박물관 독서실에서 고전 작가들을 읽고 시험을 위해 학생들을 지도하는 데 많은 시간을 보냈다. 그는 가난한 사람들을 관찰하면서 런던의 거리를 오래 걸었다. 그의 독서에서 John Forster의 Life of Dickens는 특히 그의 관심을 끌었다. 그는 1888년 1월 23일 일기장에서 포스터의 작품이 "일을 멈췄을 때 충동적으로 집어든 책"이라고 썼다.
그의 제자 Austin Harrison 에 따르면, 1882년부터 기싱은 가르치는 일을 하며 괜찮은 삶을 살았다. 자신의 기억 중 일부를 포함하여 빈곤과의 싸움에 대한 이야기는 사실이 아니었다. 기싱은 가족들이 도움을 청하지 못하게 하기 위해 주로 지원했던 그의 가족에게 빈곤을 주장하는 경우가 많았고, 그가 가난하다고 가정한 문제는 교육에 대한 기싱의 태도로 설명될 수 있다. 그를. 그는 또한 사치와 재정 관리를 잘못한 죄를 범했다.
기싱의 다음 소설인 Mrs Grundy's Enemies는 1882년 Bentley & Son이 출판을 위해 구입했지만 첫 번째 George Bentley는 기싱이 수정했음에도 불구하고 출판하지 않기로 결정했다. 그의 다음 소설인 The Unclassed 가 1884년에 출판되기 전에 기싱과 그의 아내는 별거했다. 주로 기싱이 점점 더 만성적인 질병으로 그녀를 부양할 시간과 에너지를 주지 않았기 때문이다. 그는 1888년 그녀가 사망할 때까지 작은 위자료를 계속 지불했다. 영국으로 돌아온 후 Unclassed의 출판 사이에 기싱은 11개의 단편 소설을 썼지만 당시 Temple Bar의 1884년 3월호에는 "Phoebe"만 등장했다.

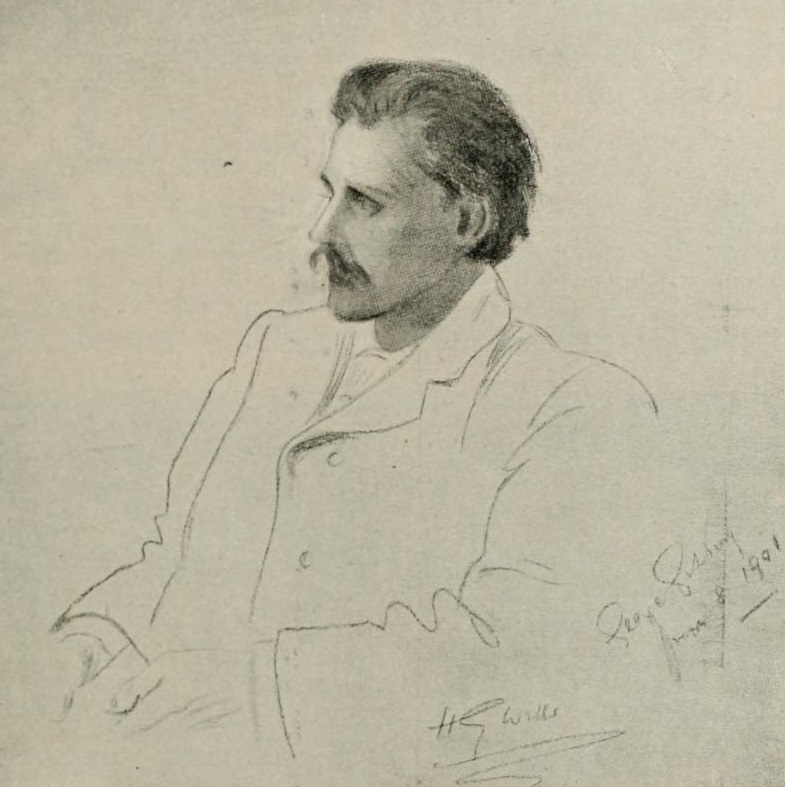
1901년 기싱의 초상

Unclassified 가 출판된 후 몇 년은 큰 문학 활동을 가져왔다. Isabel Clarendon 과 Demos는 1886년에 나타났다. Demos는 Smith, Elder &amp; Co. 와 관계를 시작하여 1891년 New Grub Street까지 그를 출판했다. 그가 이 시기에 쓴 소설들은 노동계급에 대한 보수적인 시각을 묘사하고 있다. 기싱은 1889년에 Nether World에 대한 권리에서 얻은 150파운드를 고전에 대한 관심을 추구하기 위해 오랫동안 기다려온 이탈리아 여행을 위한 자금으로 사용했다. 그곳에서의 그의 경험은 1890년 작품 The Emancipated 의 기초를 형성했다.
1891년 2월 25일 기싱은 또 다른 노동계급 여성인 에디스 앨리스 언더우드와 결혼했다. 두 자녀를 뒀지만 결혼은 성공적이지 못했다. 에디스는 그의 작업을 이해하지 못했고 기싱은 동료들로부터 사회적으로 고립된 상태를 유지해야 한다고 주장하여 문제를 악화시켰다. Nell은 그의 통제적인 행동 에 대해 불평하기에는 너무 아팠지만 일부 역사가들은 에디스가 논쟁적으로 그를 옹호했다고 믿다. 그녀는 기싱이 베르츠에게 보낸 편지에서 주장한 것처럼 폭력적이고 통제할 수 없는 분노를 겪었을지 모르지만 시간상 이 거리에서 진실은 파악하기 어렵다. 기싱은 1896년 4월에 월터가 에디스가 알지 못하는 사이에 쫓겨나 웨이크필드에 있는 기싱의 자매들과 함께 머물기 위해 파견되었을 때 복수(또는 편지에서 자신의 안전이 위험하다고 편지에서 밝혔기 때문에 계속되는 폭력적인 폭행으로부터 큰 아이를 보호하기 위해 행동했다. 기싱은 에디스의 폭력을 애원했지만, 에디스가 자신을 아들에게 보여주는 방식을 매우 싫어했다. 어린 아이인 알프레드는 어머니와 함께 남았다. 이 부부는 1897년에 헤어졌지만 이것은 완전한 휴식이 아니었다. 기싱은 에디트를 피하면서 시간을 보냈고 그녀가 화해를 모색할까봐 두려웠다. 1902년에 에디스는 정신이상자로 판명되어 정신병원에 수감되었다. 이때 기싱은 그를 사랑했을 것 같은 클라라 콜레를 만나 친구가 되었지만, 그가 보답했는지는 불분명하다. 그들은 그의 남은 생애 동안 친구로 남아 있었고 그가 죽은 후에 그녀는 에디스와 아이들을 부양하는 것을 도왔다.
기싱의 작업은 더 나은 급여를 받기 시작했다. New Grub Street (1891)는 그에게 £250를 가져왔다. 1892년 그는 친구가 되었고 동료 작가인 George Meredith의 영향을 받아 그의 작품에 영향을 받았다. 1890년대에 기싱은 수입으로 더 편안하게 살았지만 건강이 나빠져 런던에서 보내는 시간이 제한되었다. 이 시기의 소설로는 < 망명에서 태어나다&gt; (1892), &lt;기묘한 여인들&gt; (1893), <희년에> (1894), <월풀> (1897)이 있다. 1893년부터 기싱은 단편 소설도 썼는데, 그 중 일부는 1898년 책, 인간의 승산과 종말 에, 나머지는 그의 사후에 출판된 책으로 수집되었다. 1895년에 그는 세 편의 소설, Eve's Ransom, The Paying Guest 및 Sleeping Fires를 출판했다. 이 역시 세 권의 소설을 떠나 대중의 취향 변화를 반영했다.
1897년 기싱은 Budleigh Salterton에서 그와 여동생과 함께 봄을 보낸 HG Wells와 그의 아내를 만났다. 웰스는 기싱이 "더 이상 런던 아파트의 영광스럽고 지칠 줄 모르는 비실용적인 젊은이가 아니라, 전반적인 불쾌감에 대한 그의 해석인 상상의 질병에 대한 부적절한 예방 조치로 가득 찬 손상되고 병든 사람"이라고 말했다.
에디트에서 헤어진 후 기싱은 여행 책, 이오니아 해로 (1901)에서 말했듯이 1897-1898년에 이탈리아를 다시 방문했다. 시에나에 있는 동안 그는 Charles Dickens: Critical Study를 썼다. 로마에서 그는 HG Wells와 그의 아내를 만나 6세기를 배경으로 한 낭만주의 소설 Veranilda를 조사했다 . 한편 1897년 결혼의 마지막 달에 쓰여진 〈도시 여행자〉가 출판되었다. 포츠담에서 친구 Bertz와 잠시 머물렀다가 1898년 영국으로 돌아와 Surrey의 Dorking으로 이사했다.
1898년 7월, 기싱은 프랑스 여성인 Gabrielle Marie Edith Fleury(1868–1954)를 만나 New Grub Street 번역 허가를 받기 위해 접근했다. 10개월 후, 기싱은 에디스와 이혼하지 않았기 때문에 사실혼 관계의 파트너가 되었다. 그들은 프랑스로 이주하여 그가 머물렀고, 1901년 영국으로 잠시 돌아와 Suffolk의 Nayland 에 있는 요양원에서 6주 동안 머물렀다. 부부는 파리에 정착했지만 기싱의 건강이 악화되자 아르카숑으로 이사했다. 그의 인생의 마지막 년의 마을에서 보냈다 Ciboure 근처 세인트 장 드 루즈, 그리고 Ispoure 근처 세인트 - 진 얼룩덜룩 한 드 포트 .
기싱과 플뢰리의 관계는 그의 1899년 소설 The Crown of Life에 영감을 주었다. 그는 게시되지 않은 남아 있고 우리의 친구 허풍선이 (1901)와, 살아 있지 않은 선지자, 중을 포함하여, 그의 세 번째 결혼 생활 동안 여러 소설을 썼다 윌 바르 부르 턴 (1905 년 사후 출판). 기싱은 그의 역사 소설 Veranilda에 대해 작업했지만 그가 죽었을 때 미완성이었다. 1903년에 그는 1900-1901년에 쓰여진 Henry Ryecroft의 개인 논문 을 출판했으며 처음에는 Fortnightly Review에 "풀밭의 저자"라는 제목의 연재물로 등장했다. 시골에서 은퇴할 수 있는 유산을 물려받은 한때 고군분투했던 작가의 상상의 자전적 에세이로 구성되어 있다. 기싱은 많은 찬사를 받았다.
소설 외에도 기싱은 디킨스에 대한 연구를 이어가며 디킨스 작품의 판에 대한 소개, 저널 기사, 존 포스터 의 디킨스 전기 개정판을 포함해 더 많은 글을 남겼다.
기싱은 1903년 12월 28일 부적절하게 겨울 산책을 하다가 오한을 앓다가 46세의 나이로 사망했다. 그는 Saint-Jean-de-Luz에 있는 영국 묘지에 묻혔다. Veranilda는 1904년에 미완으로 출판되었다. HG Wells는 크리스마스 이브 전보 후 생장 피드 포르의 기싱에게 말년에 와서 간호를 도왔다.